# Giacomo Luigi Brignole
Giacomo Luigi Brignole (Genova, 8 maggio 1797 – Roma, 23 giugno 1853) è stato un cardinale italiano della Chiesa cattolica, nominato da papa Gregorio XVI.

## Biografia

Stemma nobiliare della famiglia Brignole

Giacomo Luigi Brignole nacque a Genova l'8 maggio 1797, sotto il regno del doge Giacomo Maria Brignole, suo zio, e poco prima che la Repubblica di Genova venne invasa e conquistata da Napoleone.
Fu vicelegato della Legazione apostolica di Forlì, quando pro-legato era Giovanni Antonio Benvenuti (1826-1828), nunzio apostolico presso il Granducato di Toscana fino al 1833, governatore di Roma, vice-camerlengo, direttore della polizia pontificia dal 1842 al 1845, prefetto per la Congregazione dell'Indice dal 1849 al 1853 e infine camerlengo dal 1851 al 1852. Fu parimenti titolare della chiesa di San Giovanni a Porta Latina dal 1834 al 1847.
Papa Gregorio XVI lo elevò al rango di cardinale nel concistoro del 20 gennaio 1834 e fino alla nomina del cardinale Costantino Patrizi Naro è stato il porporato italiano più giovane..
Politicamente, egli era favorevole alla riunificazione dell'Italia sotto il governo del papa e fu uno dei cardinali più influenti dell'intera Curia romana, tant'è che veniva dato come uno dei più probabili successori di Pio IX. Morì il 23 giugno 1853 all'età di 56 anni.

## Genealogia episcopale e successione apostolica
La genealogia episcopale è:
- Cardinale Scipione Rebiba
- Cardinale Giulio Antonio Santori
- Cardinale Girolamo Bernerio, O.P.
- Arcivescovo Galeazzo Sanvitale
- Cardinale Ludovico Ludovisi
- Cardinale Luigi Caetani
- Cardinale Ulderico Carpegna
- Cardinale Paluzzo Paluzzi Altieri degli Albertoni
- Papa Benedetto XIII
- Papa Benedetto XIV
- Papa Clemente XIII
- Cardinale Bernardino Giraud
- Cardinale Alessandro Mattei
- Cardinale Pietro Francesco Galleffi
- Cardinale Giacomo Filippo Fransoni
- Cardinale Giacomo Luigi Brignole

La successione apostolica è:
- Vescovo Raffaello de Ghantuz Cubbe (1834)
- Vescovo Torello Romolo Pierazzi (1834)
- Vescovo Pietro Saggioli (1834)
- Arcivescovo Giovan Domenico Stefanelli, O.P. (1836)
- Vescovo Francesco Faldi (1837)
- Vescovo Bartolomeo Casati (1839)
- Arcivescovo Diego Planeta (1841)
- Vescovo Bonifacio Cajani (1842)
- Vescovo Francesco Gandolfi (1848)
- Arcivescovo Ferdinando Baldanzi (1851)

## Ascendenza
|                          |   |                         | Genitori            |  |  | Nonni |  |  | Bisnonni                 |  |  | Trisnonni               |  |
|                          |   |                         |                     |  |  |       |  |  | Francesco Maria Brignole |  |  | Giovanni Carlo Brignole |  |
|                          |   |                         |                     |  |  |       |  |  | Francesco Maria Brignole |  |  | Giovanni Carlo Brignole |  |
|                          |   | Ottavia Sauli           |                     |  |  |       |  |  | Francesco Maria Brignole |  |  |                         |  |
| Giacomo Maria Brignole   |   |                         |                     |  |  |       |  |  | Francesco Maria Brignole |  |  |                         |  |
|                          |   | Lavinia Spinola         | …                   |  |  |       |  |  |                          |  |  |                         |  |
|                          |   | Lavinia Spinola         | …                   |  |  |       |  |  |                          |  |  |                         |  |
|                          |   | Lavinia Spinola         | …                   |  |  |       |  |  |                          |  |  |                         |  |
| Francesco Maria Brignole |   | Lavinia Spinola         |                     |  |  |       |  |  |                          |  |  |                         |  |
|                          |   | Marcello Durazzo        | Giovan Luca Durazzo |  |  |       |  |  |                          |  |  |                         |  |
|                          |   | Marcello Durazzo        | Giovan Luca Durazzo |  |  |       |  |  |                          |  |  |                         |  |
|                          |   | Marcello Durazzo        | Paola Franzone      |  |  |       |  |  |                          |  |  |                         |  |
| Barbara Durazzo          |   | Marcello Durazzo        |                     |  |  |       |  |  |                          |  |  |                         |  |
|                          |   | Maria Maddalena Durazzo | Gerolamo Durazzo    |  |  |       |  |  |                          |  |  |                         |  |
|                          |   | Maria Maddalena Durazzo | Gerolamo Durazzo    |  |  |       |  |  |                          |  |  |                         |  |
|                          |   | Maria Maddalena Durazzo | …                   |  |  |       |  |  |                          |  |  |                         |  |
| Giacomo Luigi            |   | Maria Maddalena Durazzo |                     |  |  |       |  |  |                          |  |  |                         |  |
|                          | … | …                       |                     |  |  |       |  |  |                          |  |  |                         |  |
|                          | … | …                       |                     |  |  |       |  |  |                          |  |  |                         |  |
|                          | … | …                       |                     |  |  |       |  |  |                          |  |  |                         |  |
| …                        | … |                         |                     |  |  |       |  |  |                          |  |  |                         |  |
|                          |   | …                       | …                   |  |  |       |  |  |                          |  |  |                         |  |
|                          |   | …                       | …                   |  |  |       |  |  |                          |  |  |                         |  |
|                          |   | …                       | …                   |  |  |       |  |  |                          |  |  |                         |  |
| Giovanna Grillo Cattaneo |   | …                       |                     |  |  |       |  |  |                          |  |  |                         |  |
|                          |   | …                       | …                   |  |  |       |  |  |                          |  |  |                         |  |
|                          |   | …                       | …                   |  |  |       |  |  |                          |  |  |                         |  |
|                          |   | …                       | …                   |  |  |       |  |  |                          |  |  |                         |  |
| …                        |   | …                       |                     |  |  |       |  |  |                          |  |  |                         |  |
|                          |   | …                       | …                   |  |  |       |  |  |                          |  |  |                         |  |
|                          |   | …                       | …                   |  |  |       |  |  |                          |  |  |                         |  |
|                          |   | …                       | …                   |  |  |       |  |  |                          |  |  |                         |  |
|                          |   | …                       |                     |  |  |       |  |  |                          |  |  |                         |  |